# Zethus magretti
Zethus magretti är en stekelart som beskrevs av Edoardo Zavattari 1912.
Zethus magretti ingår i släktet Zethus och familjen Eumenidae. Inga underarter finns listade i Catalogue of Life.